# Forno de Telha à Rua Gervásio Lima
Forno de Telha à Rua Gervásio Lima é uma construção histórica portuguesa, localizada no concelho da Praia da Vitória, ilha Terceira, que remonta ao século XVII e século XVIII.

## História
Era uma construção utilitária, agrária e de construção civil, dedicada ao fabrico de telha.
Fica localizado na Praia da Vitória, nos Açores.
Em 2007, encontrava-se em estado de praticamente ruína. Era um edifício com planta quadrangular, de um só piso.
Apresenta uma construção em alvenaria de pedra rebocada, com pedra aparelhada na zona dos cunhais. Tem um único vão aberto no edifício que é uma porta rematada com duas peças de cantaria em a forma de "V" invertido.
O corpo adjacente, é actualmente uma oficina, e fazia parte das instalações de apoio ao forno.